# Oreophrynella macconnelli
Espèce
Statut de conservation UICN

 VU D2 : Vulnérable
Oreophrynella macconnelli est une espèce d'amphibiens de la famille des Bufonidae.

## Répartition

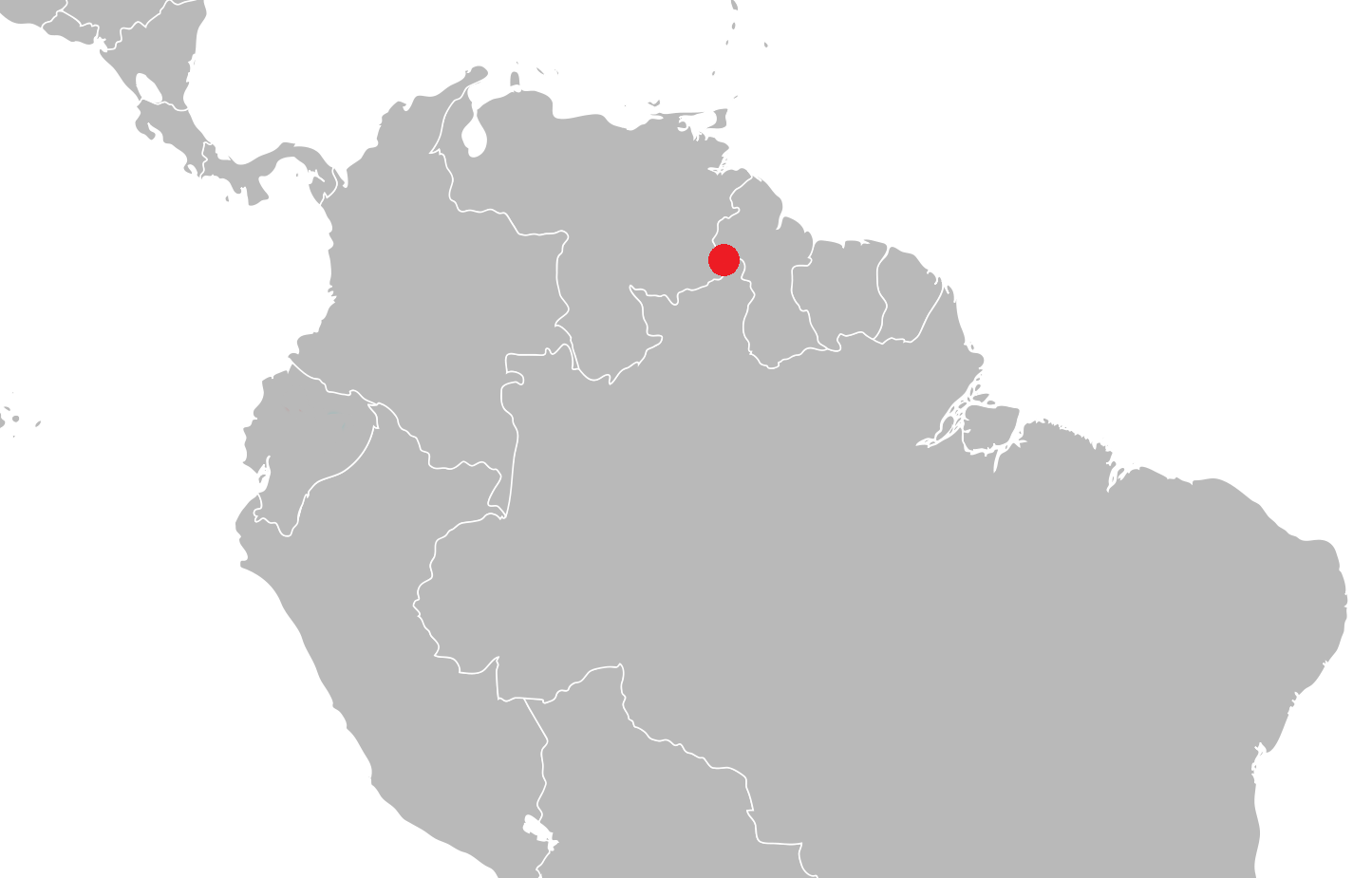
Distribution

Cette espèce se rencontre à la frontière entre le Guyana et le Venezuela vers 1 060 m d'altitude à la base du mont Roraima et sur le tepuy Maringma. 
Sa présence est incertaine au Brésil.

## Étymologie
Cette espèce est nommée en l'honneur de Frederick Vavasour McConnell.

## Publication originale
- Boulenger, 1900 : Report on a collection made by Messrs F. V. McConnell and J. J. Quelch at Mount Roraima in British Guiana. BATRACHIANS. Transactions of the Linnean Society  of London, sér. 2, vol. 8, p. 55–56 (texte intégral).